# Драган Тарас Миколайович

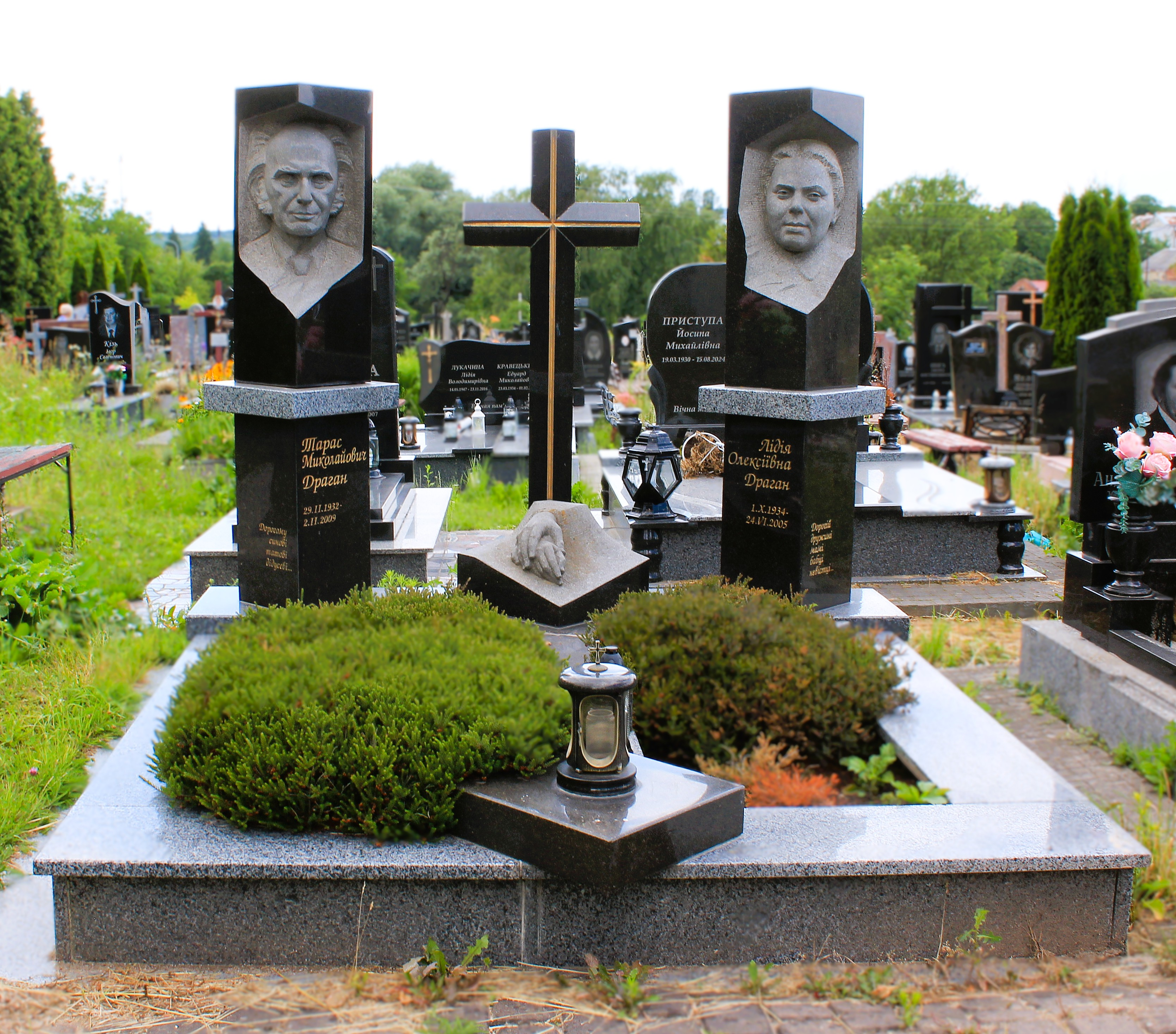
Пам’ятник на могилі Тараса та Лідії Драганів

Та́рас Ми́колайович Дра́ган (29 лютого 1932, Лисиничі — 2 лютого 2009, Львів) — український художник, заслужений діяч мистецтв України, член Спілки художників України з 1992 року. Один з основоположників сучасної модульної архітектурної кераміки.

## Біографія
Народився в селі Лисиничі Львівської області. Родина Драганів брала активну участь у національно-культурному житті Галичини. У 1947 році був заарештований, відбув сім років таборів суворого режиму. Після повернення екстерном закінчив десятирічку, відвідував Львівську художню школу, поступив на факультет кераміки Львівського інституту декоративного та ужиткового мистецтва.
З часу завершення навчання творчо працював художником керамік, брав участь у художніх виставках. Окремою ділянкою творчості була монументальна кераміка: вишукані керамічні панно для кафе «Львів», «Львівобленерго», модульна решітка для готелю «Турист», пластичні композиції для трускавецького санаторію «Кришталевий палац» та ін.
У 1962-2009 роках працював у Львівському державному коледжі декоративного і ужиткового мистецтва імені І. Труша викладачем на відділі художньої кераміки, розкривши в собі, крім таланту рисувальника, тонкого знавця композиції, талант педагогічний. Обіймав посаду завідувача кафедри рисунку. Створив школу рисунку, уклав навчальні програми з рисунку для всіх курсів і спеціальностей, науково обґрунтував методику його виконання, що дістало поширення у навчальних мистецьких закладах України. Розробив програми з дизайну й основ декоративності для відділу кераміки.
Похований на Лисиничівському цвинтарі.

## Твори
- 1967 — свічник «Гуцули».
- 1968 — ваза «Дідуган».
- 1969 — ваза «Аркан».
- 1970 — ваза «Дума».
- 1972 — декоративний пласт «Жіночий портрет» (фаянс, 31×22), ваза «Провесінь».
- 1973 — декоративний пласт «Маска» (фаянс, 30×20); настінний пласт «Вишенька» (фаянс, 22×31).
- 1974 — ажурне, модульне панно для львівського готелю «Турист» (порцеляна, 250×500).
- 1975 — модульне панно «Енергія» для Львівобленерго (порцеляна, 300×600).
- 1978 — фрагмент модульної декоративної стіни на будинку СТО (Нововолинськ, кам’яна маса, 800×900).
- 1987 — екстер’єр трускавецького санаторію «Кришталевий палац».
- модульні панно в інтер'єрах та екстер'єрі «Три стихії», «Пісня»[1].